# FCC-Klasse 122
Die Ferrocarril Central del Peru (FCC), eine Tochtergesellschaft der Peruvian Corporation, die früher die Bahnstrecke Lima–La Oroya betrieb, ließ ab 1930 vier Garratt-Lokomotiven bei Beyer-Peacock bauen.
Die Lokomotiven hatten anfangs die Nummer  122 bis 125, später 400 bis 403. 401 und 403, letztere mit dem Namen Cochrane, wurden nach einigen Jahren an die Ferrocarril del Sur del Perú (FCS) verkauft, die damals ebenfalls der Peruvian Corporation gehörte.
Die Maschinen der Klasse 122 bewährten sich auf den steilen Strecken über die Anden schon alleine aufgrund ihrer Größe und Länge nicht sonderlich. Das Umsetzen bei den Spitzkehren war mit sehr viel Rangieren verbunden. Aus diesem Grund wurden keine weiteren Exemplare angeschafft und die vier vorhandenen wurden bald für andere Zwecke eingesetzt. Sie waren trotzdem bis zur Einführung der Dieseltraktion im Einsatz und wurde 1966 abgestellt.
Zum Bewältigen der steilen Bergstrecken jedoch führten die beiden Eisenbahngesellschaften einige Jahre später die ebenfalls bei Beyer-Peacock gebauten kompakten Lokomotiven der Anden-Klasse ein. 